# Kalliosaaret (ö i Norra Karelen, Pielisen Karjala)
Kalliosaaret är en ö i Finland. Den ligger i sjön Pielisjärvi och i kommunen Lieksa i den ekonomiska regionen  Pielinen-Karelen  och landskapet Norra Karelen, i den östra delen av landet, 400 km nordost om huvudstaden Helsingfors. Öns area är 1 hektar och dess största längd är 190 meter i sydväst-nordöstlig riktning.  Notera att namnet antyder att det är fråga om flera öar.